# سي بي إم جي المعمارية

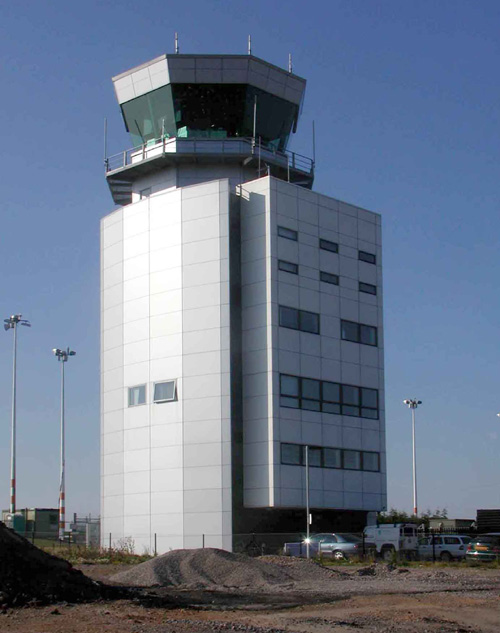
برج تحكم، مطار بريستول الدولي 2004

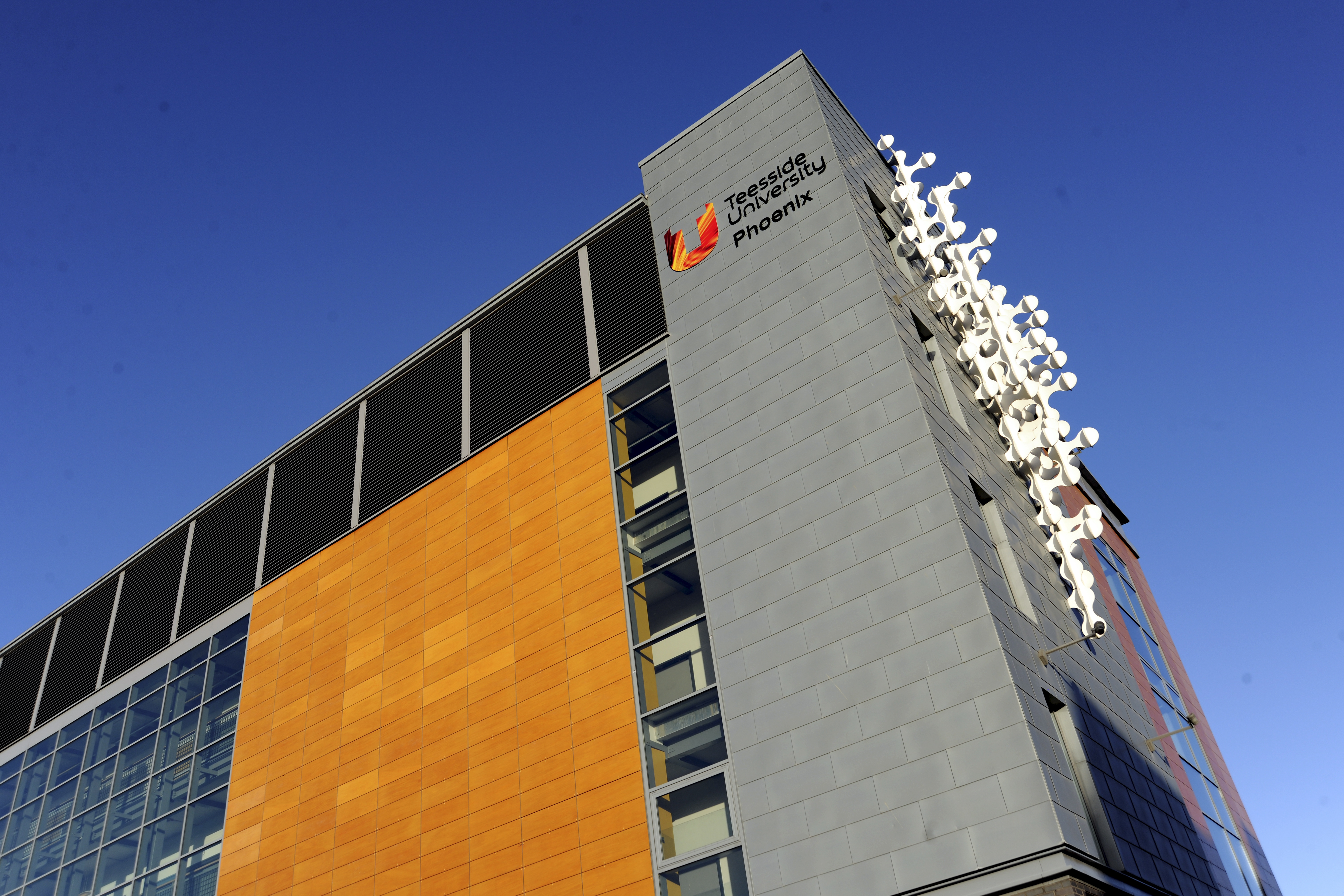
مبنى فينيكس في جامعة تيسيد 2006

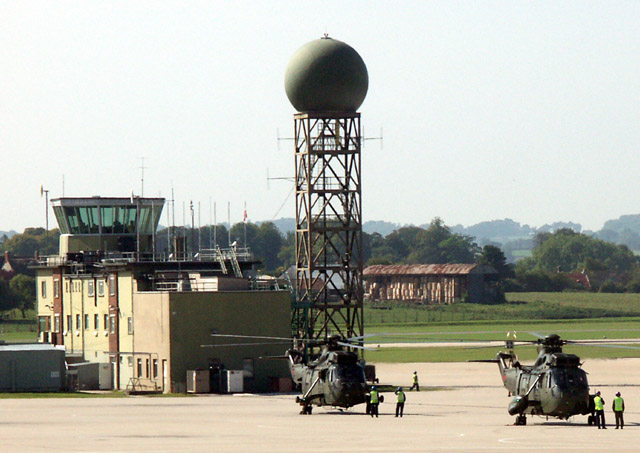
برج المراقبة، RNAS Yeovilton 2007

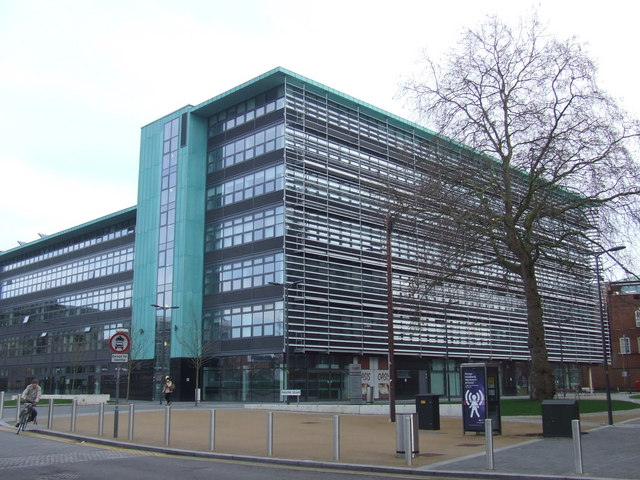
مبنى هيو أستون، جامعة دي مونتفورت 2009

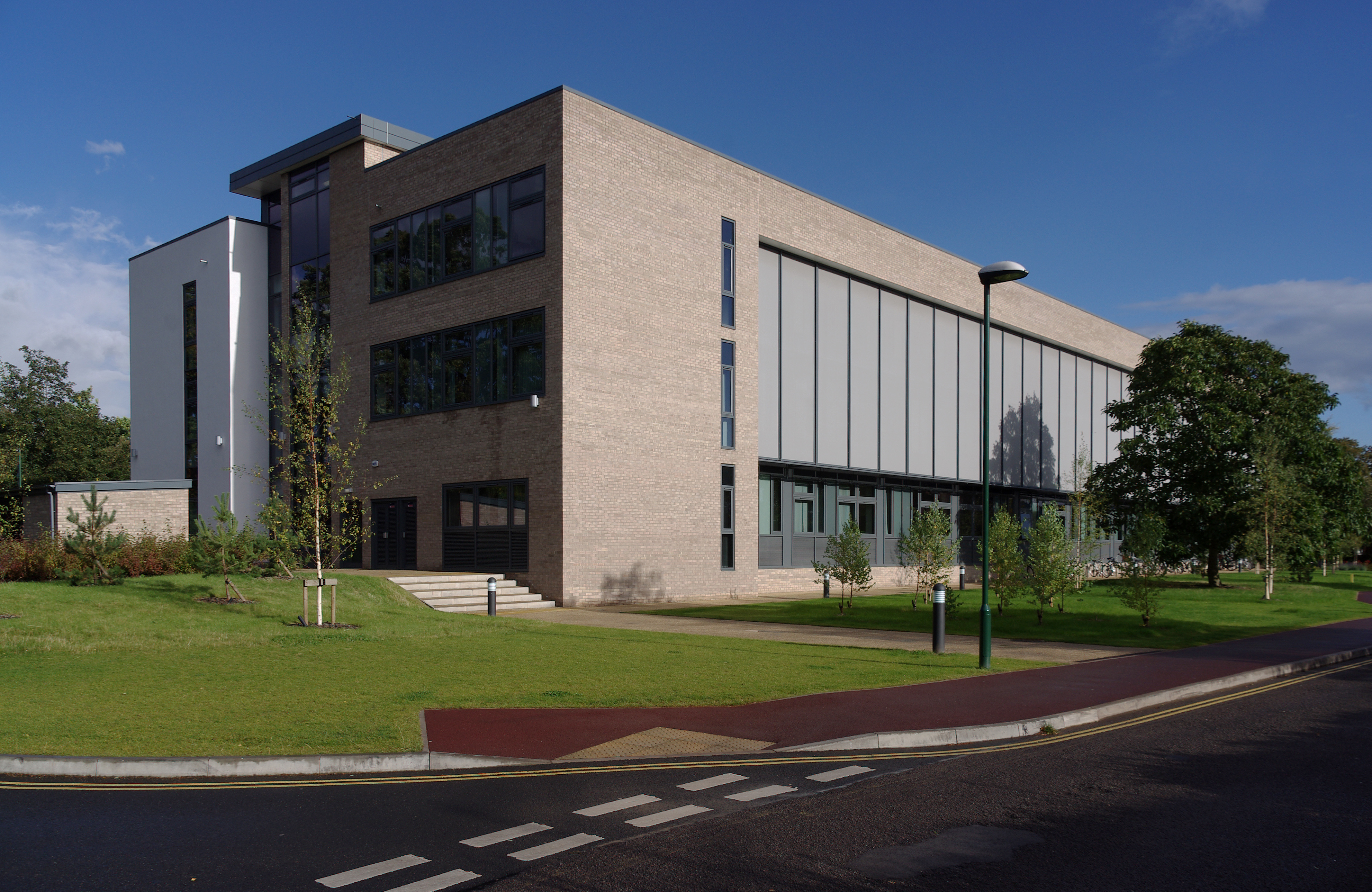
كلية العلوم الإنسانية، جامعة نوتنغهام 2011

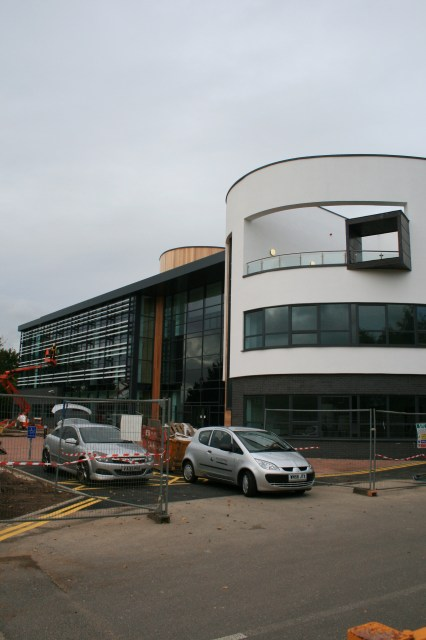
كلية كاسل، شيلويل

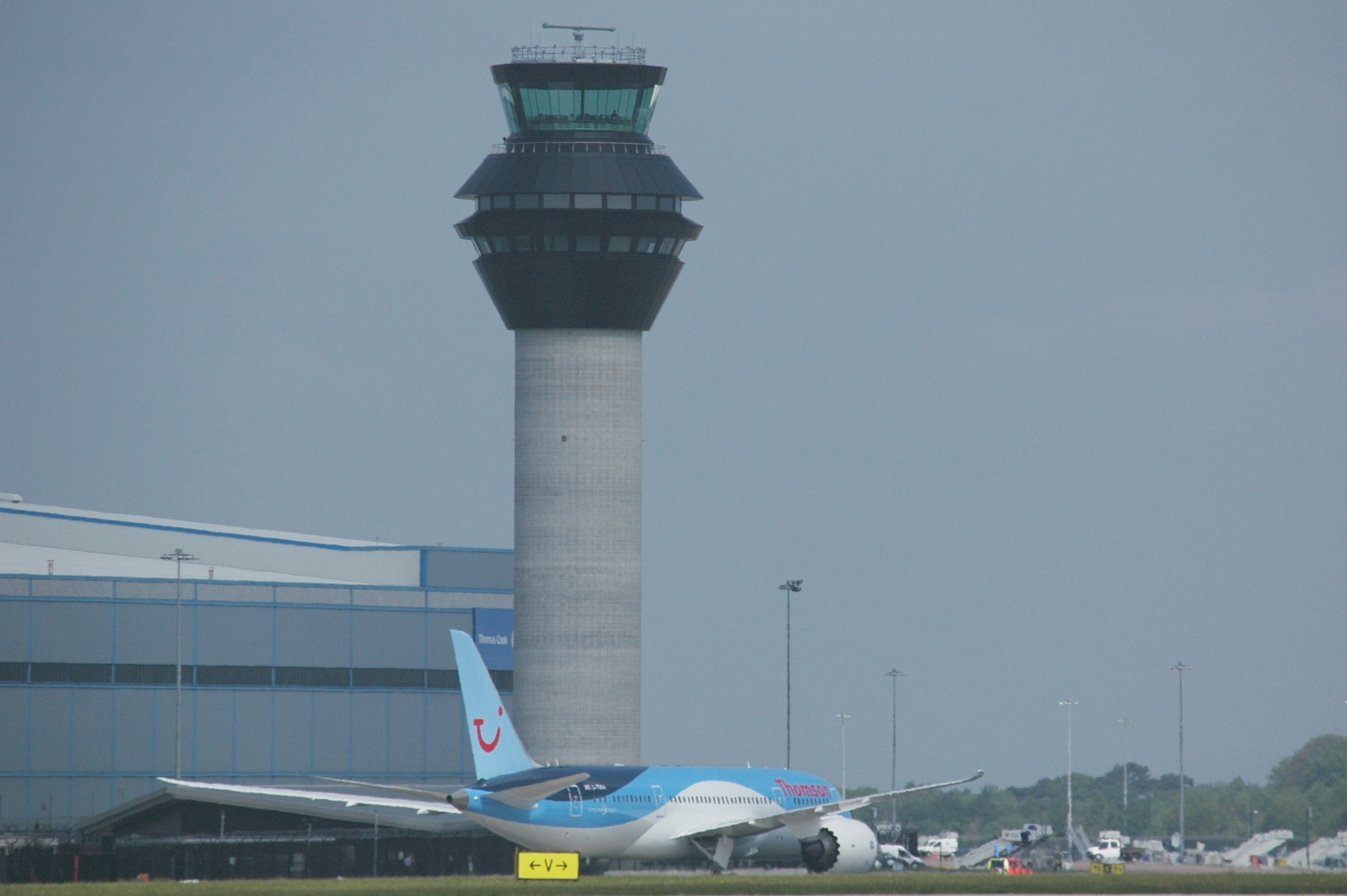
برج مراقبة مطار مانشستر

سي بي ام جي المعمارية (بالإنجليزية: CPMG Architects)‏هي مؤسسة معمارية مقرها في 23 وارسر غايت في نوتنغهام.

## التاريخ
تأسست هذه المؤسسة في عام 1997 من اندماج شركتين محليتين، كرامبين برينغ (Crampin Pring)، وجيمس مكارتني (James McArtney). مع جاك جانت (Jack Gant)، تم استخدام الأحرف الأولى من المهندسين المعماريين الأربعة لإنشاء اسم CPMG.
في عام 2011 تقاعد جاك غانت وبيل كرامبان، وتولى أربعة مديرين الاستحواذ على الإدارة لهذه المؤسسة. افتتح مكتبًا فرعيًا في لندن في عام 2015.
31٬928 مستخدما فعلوا هذه الميزة.

## الأعمال
- ترميم مبنى آدمز، نوتنغهام 1996-1999 للكلية الجديدة في نوتنغهام
- معرض ومتحف فنون الركبي 2000
- مبنى اوكتاغون، طريق ديربي، نوتنغهام، 2000-2001 (التحويل إلى الشقق)
- مسارح ايلاكتيف اورثوبادك، مستشفى مدينة نوتنغهام 2001
- ساحة كوبرز، مدينة بيرتون أون ترينت 2001
- مقر شبكة السكك الحديدية، يورك 2002
- مبنى هيكس، جامعة شيفيلد 2002 (إعادة بناء قالب 1955-1964)[4]
- مبنى بوتس، هاي ستريت، نوتنغهام 2002 (إعادة تجهيز لشركة زارا)[5]
- مركز مراقبة الحركة الجوية بمطار بريستول 2004
- مدرسة موات هاوس الابتدائية، كوفنتري 2004
- مصانع لرولز رويس، سنيفن، ديربي 2004
- نادي نوتينجهام سكواش 2004
- وحدة الأشعة، مستشفى ليستر العام 2005
- مركز صحة الطلاب، جامعة شيفيلد 2005
- وحدة مراقبة جودة الصيدلة، مركز كوينز الطبي 2006
- مدرسة موسيلي الابتدائية، كوفنتري 2006
- أكاديمية وبز للتدريب، بيستون، نوتنغهام 2006
- مبنى فينيكس، جامعة تيسايد 2006
- مكتبة وأرشفة هانتينغدون 2006
- متحف كارنيجي، ميلتون موبراي 2006
- كارينغتون بوينت، نوتنغهام 2006
- كلية بيلبورو 2006-2007
- شقق فيردي، غلاسكو جرين 2007
- فندق بارك إن، شارع ويست جورج / شارع رينفيلد، غلاسكو 2007 (سابقًا مكاتب بيرل اشورنس)
- مركز خدمة عملاء أستون، روثرهام 2007
- مكاتب مجلس مقاطعة كامبريدجشاير، هانتينغدون 2007
- مبنى أثينا، جامعة تيسايد 2007
- مركز مراقبة الحركة الجوية بمطار جزيرة مان 2007
- مركز RNAS Yeovilton لمراقبة الحركة الجوية 2007
- مبنى ليتموس، شارع هانتينغدون، نوتنغهام 2008
- مركز هانتينغدون للعدالة الجنائية 2008
- مركز إيست ميدلاندز لمراقبة الحركة الجوية وصالة المغادرة 2009
- حرم دارلينجتون، جامعة تيسايد 2009
- مبنى ريفر بانك، كلية ستافورد 2009
- مستشفى بابورث، كامبريدج 2009
- مشاريع مؤسسة الأذن، نوتنغهام 2009
- مبنى لينغ أورورك إكسبلوري، ستيتلي 2009
- جلاكسو سميث كلاين، كولفورد 2009
- 12 شارع سميثفيلد، لندن 2009
- مبنى هيو أستون، جامعة دي مونتفورت، ليستر 2009[6]
- ولفرتون ديبوت، ميلتون كينز 2010
- حدائق بانربروك، كوفنتري 2010
- برولوغ 5، شيروود بارك 2011
- مقر دونلم، ليستر 2011[7]
- كلية العلوم الإنسانية، جامعة نوتنغهام، 2011
- مقر اوبس للطاقة، نورثامبتون 2013
- مكاتب بارك فيو هاوس، نوتنغهام 2014
- مدرسة كيمبال، ستوك أون ترينت 2015
- مركز مراقبة الحركة الجوية، مطار مانشستر 2015
- مركز الزوار، HMS Belfast، لندن 2015
- طريق كافنديش، نوتنغهام 2015
- مدرسة اكس بي، دونكاستر[8] 2015-2016
- مركز اتحاد الطلاب، مبنى بورتلاند، جامعة نوتنغهام[9] 2015-2016.
- كلية كاسل، شيلويل
- صالة الألعاب الرياضية والجدار الأخضر، جامعة تيسايد 2015-2016
- أكاديمية كويست، كرويدون، لندن 2015-2016
- مدرسة ريكنلد الابتدائية، ستافوردشاير 2015-2016
- مدرسة هيثفيلد الابتدائية، كرسال درايف، نوتنغهام 2015-2016
- أكاديمية فورستر، برادفورد 2015-2016
- ذا فينيو، جامعة دي مونتفورت 2015-2016
- فندق انتركونتيننتال لندن 2016
- بومباردييه في شوب، ديربي 2016
- حرم ووترسايد، جامعة نورثهامبتون 2016-2017
- مركز أبحاث الفضاء الجوي المتكامل، جامعة كرانفيلد 2016-2017
- مبنى فيجاي باتيل، جامعة دي مونتفورت، ليستر 2016[10]
- سكن الطلاب، برودجيت، بيستون، نوتنغهام 2016
- محطة الإطفاء المركزية، طريق لندن، نوتنغهام 2016[11]
- المبنى الجديد، بايو ستي نوتينغهام 2016-2017[12]
- المكتبة، جامعة تيسايد 2017
- شاندوس بول، جامعة ديربي 2017
- منزل كاي بي، المباني السريعة، نوتنغهام 2017
- عالم التخسيس، ألفريتون، نوتنجهامشاير 2017-18
- مبنى المسرح، مدرسة إكليسبورن، ديربيشاير
- حديقة شجرة الجوز، غيلدفورد
- الأصول الفاخرة جون باي، شارع أولد بوند، لندن
- مركز باركس، غابة إلفيدون